# Clã Kasai

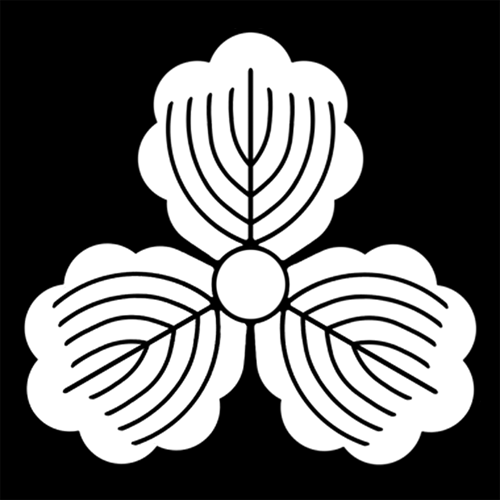

O clã Kasai (葛西氏) foi um clã do Japão da era medieval, oriundo da província de Mutsu.